# The Right John Smith
The Right John Smith è un cortometraggio muto del 1911. Il nome del regista non viene riportato nei credit del film che, prodotto dalla Essanay, ha come interpreti Whitney Raymond, Eleanor Blanchard e Dolores Cassinelli.

## Produzione
Il film fu prodotto dalla Essanay Film Manufacturing Company.

## Distribuzione
Distribuito dalla General Film Company, il cortometraggio uscì nelle sale cinematografiche USA il 2 novembre 1911. Nelle proiezioni, veniva programmato con il sistema dello split reel, accorpato in un'unica bobina con un altro cortometraggio prodotto dall'Essanay, la commedia Hi Feathertop at the Fair.